# Параиба
Параѝба (на португалски: Paraíba) е един от 26-те щата на Бразилия. Разположен е в североизточната част на страната. Столицата му е град Жоао Песоа. Параиба е с население от 3 650 303 жители (прибл. оц. 2006 г.) и обща площ от 56 584,60 км².